# Biou (Cameroun)
Pour les articles homonymes, voir Biou.
Biou est un village du Cameroun situé dans le département du Mayo-Louti et la région du Nord, à proximité de la frontière avec le Tchad. Il fait partie de la commune de Figuil et du lamidat de Biou.

## Population
Lors du recensement de 2005, la localité comptait 862 habitants